# Don Van Natta Jr.
 (octobre 2022).
Don Van Natta Jr., né le 22 juillet 1964, est un journaliste d'investigation pour le journal américain The New York Times. Avec une équipe de journalistes dirigée par Jeff Gerth, il reçoit une première fois le prix Pulitzer en 1999 pour une série d'articles sur des sociétés américaines vendant à la Chine la technologie des satellites de défense. En 2002, Van Natta Jr. fait partie des neuf reporters à recevoir le prix Pulitzer pour leurs travaux sur l'organisation terroriste Al-Qaïda, au lendemain des attentats du 11 septembre 2001. Il travaille maintenant au ESPN depuis janvier 2012.
En collaboration avec son ancien collègue au New York Times Jeff Gerth, Van Natta a écrit une biographie de la sénatrice Hillary Clinton intitulée Her Way: The Hopes and Ambitions of Hillary Rodham Clinton. Elle a été publiée en juin 2007 par la maison d'édition Little, Brown and Company.